# 도나 에어
도나 공기(Donna Air, 1979년 8월 2일 ~ )는 잉글랜드의 배우이다.